# Damora liane
Damora liane är en fjärilsart som beskrevs av Hans Fruhstorfer 1907. Damora liane ingår i släktet Damora och familjen praktfjärilar. Inga underarter finns listade i Catalogue of Life.